# 플래시백 (이야기)
플래시백(flashback)은 이야기의 장면을 잇는 기법 중 하나로써 문학, 영화에서 사용된다. 이 기법은 이야기가 순차적으로 전개되고 있는 도중 갑자기 다른 장면으로 넘어가도록 하는데, 넘어간 그 장면의 시간대는 과거형이 된다. 마치 옛 기억을 떠올리는 느낌, 회상 장면 등으로 흔히 표현된다.
플래시백의 반대 뜻을 지닌 단어로는 플래시포워드(Flashforward)가 있다.

## 영화 속 예시
- 오슨 웰스의 영화 《시민 케인》에서 극 초반, 주인공 케인의 죽음에 대한 이야기가 먼저 나오고, 그 다음 케인의 젊었을 때의 이야기로 넘어간다.
- 구로사와 아키라 감독의 영화 《라쇼몽》에서 극 초반, 세 남자가 대화를 나누던 중 과거로 이야기가 넘어간다.
- 《쏘우》 시리즈는 극 말미에서 반전 효과로 플래시백을 자주 사용한다.

## 잘못된 용어 사용
플래시백을 대신하여 흔히 "컷 백"(Cut Back)이란 단어를 사용하는 경우가 있는데, 이것은 잘못된 단어이다. 플래시백은 영어 단어이자 한국에서 외래어로 받아들인 단어로서 실제 영어권에서는 이 단어만을 사용한다.
자칫 플래시백은 짧은 시간의 장면, 컷 백은 긴 시간의 장면으로 구분 짓는 경우가 있는데, 이것 역시 잘못된 사용이다. 본래 플래시백이란 용어는 장면의 길이와는 상관없이 통칭한다.